# Det psykofysiske problem
Det psykofysiske problem er et af filosofiens store problemer. Problemet angår spørgsmålene: Hvad er forholdet mellem sjælen og legemet? Hvilken af de to er grundlæggende? Det psykofysiske problem kaldes også sjæl-legeme-problemet. I dag kaldes sjælen som regel ”bevidstheden”, og legemet kaldes ”kroppen”.

## Fire filosofiske teorier
Gennem tiderne har forskellige filosoffer indtaget forskellige standpunkter til det psykofysiske problem. De fire hovedteorier er:
- Dualismen: Sjæl og legeme kan adskilles. De har hver især en særskilt eksistens.

- Materialismen: Sjæl og legeme kan ikke adskilles. Alt er dybest set er af legemlig (fysisk) natur.

- Idealismen: Sjæl og legeme kan ikke adskilles. Alt er dybest set af sjælelig (åndelig) natur.

- Dobbeltaspektteorien: Sjæl og legeme kan ikke adskilles. Det sjælelige og det legemlige er to sider (to aspekter) af samme sag.[1]

De tre sidste teorier (materialisme, idealisme og dobbeltaspektteorien) er forskellige former for monisme, dvs. den opfattelse, at der kun findes én substans.

### Dualismen
Dualismen er den opfattelse, at både sjæl og legeme har en særskilt eksistens. De tilhører to forskellige substanser, dvs. to grundlæggende, væsensforskellige dele af verden. Om de to substanser gælder det, at den ene ikke behøver den anden for at eksistere. Dualismen anser begge substanser – den sjælelige substans og den legemlige substans – for at have lige stor virkelighed.
De to substanser har forskellige egenskaber:
Den sjælelige substans er
- privat – Vi har ikke tilgang til hinandens tanker.
- uudstrakt – Det sjælelige har ikke en bestemt udstrækning i det fysiske rum. Det giver ikke mening at spørge, hvor mange centimeter en tanke eller en følelse er.

Den legemlige substans er
- offentlig – Alle tilgang til det legemlige (materien).
- udstrakt – Det kan måles, hvor langt noget legemligt er. Det legemlige har en bestemt udstrækning i det fysiske rum.

#### Platon
Hos den græske filosof Platon (ca. 428 f.Kr. – ca. 348 f.Kr.) optræder en sådan dualistisk tankegang. Han siger, at sjælen er udødelig, mens legemet er dødeligt. Sjælen eksisterer uafhængigt af legemet, og den vedbliver at eksistere efter legemets død.
Sjælen er således ”højere” end legemet. Den skal derfor herske over legemet, som er ”sjælens grav”. Legemet er som et fængsel for den udødelige sjæl. Eftersom det kun er sjælen, der lever videre efter døden, er det kun sjælens fremgang og velfærd, der er vigtig, siger Platon.
Sjælen hører hjemme i en højere, oversanselig, evig verden. Den er derfor beslægtet med de oversanselige, uforgængelige ”genstande”, som Platon kalder ”ideer” (for eksempel det retfærdiges ide, det godes ide og det skønnes ide). Sjælen bliver drevet af sin egen natur til at interessere sig for de evige ting, ideerne. Hvis sjælen var forgængelig, ville den ikke kunne erkende dem.

#### Descartes
Den franske filosof René Descartes (1596-1660) lavede den klassiske formulering af det dualistiske standpunkt. Han siger, at alt, hvad der er skabt af Gud, tilhører en af to substanser: den uudstrakte, tænkende substans (latin: res cogitans), eller den udstrakte substans (latin: res extensa).
Den tænkende substans er summen af alt sjæleligt og alle sjæle i verden. Den udstrakte substans er summen af alt materielt (fysisk) i verden.
Hvis vi ser på et enkelt menneske, så tilhører det begge substanser. Med sin sjæl tilhører dette menneske den tænkende substans, og med sit legeme tilhører det den udstrakte substans. Descartes siger om sjælen (" jeget"): ”Men hvad er jeg da for noget? En tænkende ting. Men hvad er da en tænkende ting? Det er noget, der tvivler, begriber, hævder, benægter, som vil et eller andet, som ikke vil et eller andet, som også har forestillingsbilleder, og som sanser.” Hvert menneske er altså et dobbeltvæsen, der tilhører begge substanser. Fem mennesker kan illustreres således:
| Den tænkende substans | Den udstrakte substans |
| --------------------- | ---------------------- |
| Sjæl                  | Legeme                 |
| Sjæl                  | Legeme                 |
| Sjæl                  | Legeme                 |
| Sjæl                  | Legeme                 |
| Sjæl                  | Legeme                 |

Descartes siger, at sjælen er uudstrakt. Det vil sige: Den har ikke en bestemt udstrækning i rummet. Den har ikke en længde, bredde eller dybde, der kan angives i centimeter. Sjælen er immateriel. Derimod har legemet – som er materielt – en bestemt udstrækning i rummet.
Her opstår så det problem, hvordan de to substanser kan vekselvirke med hinanden. Hvordan kan sjælen, som er ikke-materiel og uudstrakt, påvirke legemet, som er materielt og udstrakt? Og hvordan kan legemet påvirke sjælen?
Problemet kan illustreres ved et eksempel: Peter brænder sin hånd på en varm gryde. Derved sendes der en nerveimpuls til hans materielle nervesystem, som indvirker på hans immaterielle sjæl, således at den kommer til at føle en smerte. Derefter sker der en bevægelse i den modsatte retning: Idet Peter føler smerten, virker den immaterielle sjæl ind på det materielle nervesystem, som derefter sender et nervesignal ud til hånden med besked om at trække sig væk fra gryden.
Der må altså være et sted i hjernen, hvor vekselvirkningen mellem sjælen og legemet sker. Descartes antager, at vekselvirkningen sker i den del af hjernen, der kaldes koglekirtlen. Denne antagelse har dog ingen støtte i dag. Det løser heller ikke problemet at pege på, hvor vekselvirkningen foregår, hvis man ikke kan forklare, hvordan den foregår. Da ingen af de dualistiske filosoffer har leveret en tilfredsstillende forklaring på vekselvirkningen, har mange foretrukket en af de følgende tre monistiske teorier, der prøver at undgå vekselvirkningsproblemet på hver deres måde.

### Materialismen
Materialismen hævder, at det eneste, der eksisterer, er det materielle. Alt sjæleligt (psykisk) er i virkeligheden noget materielt, nemlig kemiske og elektriske processer i hjernen og nervesystemet. Der findes således kun én substans: den materielle substans. Der findes ingen selvstændig sjæl. ”Sjælen” er blot en funktion af hjernen og nervesystemet.
Det sjælelige kan altså ”reduceres” til materielle (fysiske) tilstande. Det omvendte er ikke tilfældet. Det materielle kan ikke reduceres til noget sjæleligt, for der findes ikke noget virkeligt sjæleligt.

#### Thomas Hobbes
Hos den engelske filosof Thomas Hobbes (1588-1679) møder vi et klassisk materialistisk standpunkt med hensyn til sjæl-legeme problemet. ”Sjælen” anser han grundlæggende for at være noget materielt, nemlig sanseorganer, nervebaner, nerver, hjernestof, osv. Sjælens tilstande er fremkaldt af noget materielt.
Hobbes mener, at sanseindtryk udelukkende opstår ud fra materielle årsager. Et sanseindtryk opstår ved, at noget materielt bevæger sig og støder ind i et sanseorgan. Herved opstår der en bevægelse i sanseorganets dele. Disse bevægelser forplanter sig gennem nerverne, som ifølge Hobbes er hule rør. I nerverørene er der små legemer, som viderebringer ”beskeder” til hjernen, som sættes i bevægelse via tryk og sammenstød. De mange legemsdeles bevægelser udvirker, at der opstår et sanseindtryk.
Siden midten af 1900-tallet har materialismen været den mest fremherskende teori i naturvidenskaben. Der er blandt naturvidenskabsfolk en konsensus om, at naturvidenskaben skal arbejde ud fra en ”metodisk materialisme”. Det vil sige: Naturvidenskaben skal prøve at finde materielle (”naturlige”) årsager til det, der sker i verden. Der må ikke inddrages noget sjæleligt eller overnaturligt i en naturvidenskabelig forklaring. Noget sjæleligt kan nemlig ikke måles, da det ikke har en udstrækning i rummet. Og det er et krav til naturvidenskaben, at den kan måle det, den undersøger.
I dag bruges udtrykket ”fysikalisme” snarere end ”materialisme”. Det hænger blandt andet sammen med, at begrebet ”materie” er blevet problematisk i den moderne fysik. Fysikerne har fundet ud af, at ”materien” ikke er noget solidt og fast, når man bevæger sig ned på de helt små mikroskopiske niveauer. Jo længere man bevæger sig ned i mikroverdenen (f.eks. til elementarpartiklerne), jo mere opløses den normale opfattelse af materie (stof) sig, og jo mere viser materie sig som energi. Fysikalismen lægger dog vægt på, at virkeligheden skal kunne måles, og energi kan måles (i joule).

#### Den frie vilje
Materialismen er blevet kritiseret for, at den ender i en determinisme, når den betragter sjælen som noget materielt. Den materielle eller fysiske verden er nemlig underlagt en omfattende determinering (forudbestemmelse), da den er styret af urokkelige naturlove. Sjælelige fænomener som tænkning og beslutning må derfor være fuldstændig determinerede i kraft af naturlovene.
Men sådan forholder det sig ikke, siger kritikerne. Sjælen er kendetegnet ved, at den har en fri vilje. Et menneske kan selv bestemme, hvad det vil og gør. Det kan vælge mellem forskellige handlemuligheder. Derfor kan materialismen ikke være rigtig, siger de. Et deterministisk syn på mennesket kan ikke forenes med den opfattelse, at mennesket har en fri vilje.

### Idealismen
Idealismen er en modsætning til materialismen, idet den hævder, at den materielle virkelighed – og dermed legemet - slet ikke eksisterer. Der eksisterer kun det sjælelige eller det bevidsthedsmæssige. Der findes med andre ord kun én substans: den sjælelige substans.
Ordet ”idealisme” kommer af ”ide”, der i denne sammenhæng betyder ”bevidsthedsfænomen”. Idealismen siger altså, at der til syvende og sidst ikke eksisterer andet end bevidsthedsfænomener. Det skal her understreges, at der her helt præcist er tale om subjektiv idealisme, altså en idealisme, der tager udgangspunkt i det enkelte menneskes bevidsthed - i modsætning til objektiv idealisme, der er den opfattelse, at hele virkeligheden er åndelig i sin egentlige natur, og at dette åndelige er primært i forhold til det materielle. I betegnelsen ”objektiv” ligger, at den åndelige virkelighed faktisk findes ”derude” som en objektiv virkelighed, uafhængigt af det enkelte menneskes bevidsthed. (Se Idealisme)
Ifølge den irske filosof George Berkeley (1685-1753) eksisterer der ikke andet end sjælene og deres bevidsthedsindhold. Al virkelighed er noget bevidsthedsmæssigt. Der eksisterer ikke nogen virkelighed ”derude”, dvs. uden for bevidstheden. Hvis man for eksempel iagttager et hus, så eksisterer huset kun som et bevidsthedsfænomen, et forestillingsbillede inde i ens bevidsthed. Når der ikke er nogen, der ser huset og dermed får et forestillingsbillede af det, så eksisterer det ikke. Huset eksisterer kun, når det bliver iagttaget. Berkeley bruger det latinske motto ”Esse est percipi” (”At være er at blive iagttaget”). Det giver for ham ingen mening at tale om noget ikke-sanset, materielt, ”bag ved” forestillingsbillederne eller ”uden for” sjælene.
På denne måde undgår Berkeley dualismens problem med vekselvirkningen mellem det sjælelige og det legemlige. For der findes jo ikke to substanser, men kun én. Og inden for én substans kan der sagtens foregå en vekselvirkning.
Til gengæld får han andre problemer. Blandt andet får han problemet med andre mennesker. Må Berkeley ikke mene, at der ikke eksisterer andre mennesker end ham selv? Andre mennesker eksisterer jo kun som forestillingsbilleder inde i hans bevidsthed. De eksisterer ikke i sig selv, uden for hans bevidsthed.
Berkeley løser problemet ved at sige, at Gud iagttager andre mennesker. Så længe de bliver iagttaget, eksisterer de. Og Gud iagttager konstant alting.
Den subjektive idealisme har ikke mange tilhængere i vor tid. Filosofferne ser for mange problemer i den.

### Dobbeltaspektteorien
Ifølge dobbeltaspektteorien er sjæl og legeme to aspekter (sider) af en og samme substans. Det sjælelige og det legemlige er to fremtrædelsesformer eller manifestationer af den samme underliggende virkelighed. De to kan ikke adskilles, men på den anden side kan den ene heller ikke reduceres til den anden. Der er tale om én substans, men med to ligeværdige aspekter.
En klassisk repræsentant for dobbeltaspektteorien er den hollandske filosof Baruch de Spinoza (1632-1677). Ifølge ham eksisterer der kun én substans i verden, nemlig naturen eller Gud. Naturen og Gud er for ham ét og det samme. Sjæl og legeme ser han derfor ikke som to substanser, men som to ”attributter” ved den udelte natur (i dette tilfælde mennesket). Mere præcist siger han, at mennesket skal forstås under henholdsvis ”tænkningens attribut” og ”udstrækningens attribut”.
En "attribut" er et begrebssystem, et ”sprog” eller en måde at opfatte et fænomen på. Det kan illustreres ved det tidligere nævnte eksempel: Peter brænder sig på en varm gryde og føler en smerte, hvorefter han trækker hånden væk fra gryden.
Hvis man beskriver denne proces under tænkningens attribut, så vil man sige: Peter oplever en smerte, og han opdager, at han har brændt sig på gryden. Oplevelsen af smerte bevirker, at han får et ønske om at trække hånden væk fra gryden – og det gør han så.
Hvis man beskriver den samme proces under udstrækningens attribut, så vil man sige: Peters hånd berører den varme gryde. Derved sendes der en nerveimpuls til hans nervesystem, som foranlediger, at hånden trækkes tilbage fra gryden.
Der er altså ikke – som hos Descartes – tale om, at der sker en vekselvirkning mellem to substanser: sjælen og legemet. Der er derimod tale om en proces, der hele vejen igennem foregår i den samme substans. Men processen kan beskrives under tænkningens attribut - i et psykologisk sprog - og under udstrækningens attribut - i et naturvidenskabeligt sprog.
Mennesket består ikke af sjæl og legeme, men mennesket kan beskrives i et sprog, der falder inden for tænkningens attribut, og i et sprog, der falder inden for udstrækningens attribut. Der er ikke tale om to forskellige fænomener, men om to forskellige måder at opfatte mennesket på, og de to måder er lige gyldige.
Dobbeltaspektteorien er blevet kritiseret for, at den underliggende substans, som hverken er sjælelig eller legemlig, ikke er særlig præcist defineret. Det er vanskeligt at forstå den eller forestille sig den. Desuden har teorien vanskeligt ved at forklare, hvordan den samme substans kan fremtræde på to så forskellige måder.

## Videnskaben
Der findes forskellige områder inden for videnskaben, der kan kaste lys over det psykofysiske problem. Her skal nævnes tre: kvantemekanikken, hjerneforskningen og nærdødsforskningen.

### Kvantemekanikken
Kvantemekanikken er en gren af fysikken, der handler om de bevægelser og kræfter, der findes inde i atomerne. Det har vist sig, at der gælder nogle helt specielle love på dette mikroskopiske niveau.
For eksempel findes der på dette niveau ikke den gennemgribende determinisme og forudsigelighed, som ellers gælder for fysiske processer. Den enkelte kvantemekaniske proces er ikke determineret til at forløbe på en bestemt måde. Den har kun en vis sandsynlighed for at forløbe på en bestemt måde.
Hvis man eksempelvis prøver at følge en elektrons bane rundt om et brintatoms kerne, så vil denne indeterminisme vise sig. Inden man foretager målingen, har elektronen ikke en bestemt position. Den har kun en sandsynlighed for at være i en bestemt position. Men den har også en sandsynlighed for at være i andre positioner. Elektronen eksisterer ikke på et bestemt sted. Den har kun en tendens til at eksistere på et bestemt sted. Men den har også en tendens til at eksistere på andre steder. Den er så at sige ”smurt ud” i en sky af mange mulige positioner - inden der bliver målt på den, vel at mærke. Når målingen så bliver foretaget, så får den den en bestemt position.
Et andet kvantemekanisk fænomen er ”sammenfiltring” (entanglement). Dette fænomen viser sig for eksempel, når to elektroner sendes bort i hver sin retning fra en fælles kilde. De to elektroner kan faktisk blive sendt så langt bort fra hinanden, at den ene befinder sig på Jorden og den anden på kanten af Mælkevejen. Men i kraft af, at de kommer fra en fælles kilde, er de stadig sammenfiltrede. De er i en vis forstand ikke adskilte størrelser, men en enhed.
Det vil sige, at der sker, om ikke en kommunikation, så dog en afstemning mellem de to elektroner. Denne afstemning sker med en hastighed, der langt overstiger lysets hastighed, som ellers regnes for at være den maksimale hastighed, som fysiske genstande og fysisk kommunikation kan bevæge sig med. Den schweiziske fysiker Nicolas Gisin (f. 1952) har i en forsøgsrække målt afstemningens hastighed til at være mindst 100.000 gange hurtigere end lysets hastighed. Der er i dag en overvældende eksperimentel evidens for sammenfiltringsfænomenet.
Ifølge de dualistiske filosoffer skal disse kvantemekaniske fænomener forklares ved, at der er noget sjæleligt eller åndeligt - noget der bryder med de fysiske love - på spil her. Der findes åbenbart en dimension, der er anderledes end den fysiske dimension; en dimension, hvor disse fænomener kan finde sted. Denne dimension er den åndelige (sjælelige) dimension, siger de. Den åndelige dimension er netop kendetegnet ved at være uden for tid og rum. Dermed er den også frigjort fra den determinisme, der gælder for den fysiske dimension i tid og rum. Det betyder blandt andet, at lysets hastighed i denne åndelige dimension ikke gælder som en grænse for, hvor hurtigt kommunikation kan bevæge sig.
Samtidig mener de dualistiske filosoffer, at kvantemekanikken måske netop peger hen på et sted, hvor vekselvirkningen mellem den fysiske verden og den materielle verden foregår, nemlig inde i atomerne.
De materialistiske filosoffer siger derimod, at kvantemekanikken ikke viser, at der findes en sådan dimension. Den viser blot, at den fysiske verden opfører sig på en anden måde, end man har været vant til. En dag vil der komme en naturlig, videnskabelig forklaring på disse fænomener.

### Hjerneforskningen
De nyere materialistiske filosoffer har i høj grad været inspireret af hjerneforskningen, som siden 1970-erne har gjort store fremskridt. Disse filosoffer har set hjerneforskningens resultater som en støtte for deres synspunkt: at sjælen dybest set er noget materielt. Der er udviklet en scannings-teknologi, som gør hjerneforskerne i stand til at se, hvad der sker i et menneskes hjerne, når dette menneske har bestemte tanker og forestillinger.. Når der sker noget i sjælen, så sker der altid noget i hjernen samtidigt. Hver gang en person har en indre oplevelse af noget bestemt, så foregår der bestemte mønstre af aktivitet i personens hjerne, og det er disse mønstre af hjerneaktivitet, der skaber personens sjælelige oplevelser, siger de materialistiske filosoffer. Hvis for eksempel en person oplever et ønske om en kop kaffe, så skyldes dette ønske en affyring af bestemte nerveceller i bestemte områder af hjernen. ”Sjælen” er et resultat af komplicerede processer i hjernen, og til sidst vil videnskaben opdage årsagerne til sjælstilstandene ved at studere den hjerneaktivitet, der svarer til disse tilstande.
Nogle hjerneforskere fremhæver, at hvis der ændres på forhold i forbindelse med hjernen, så ændres der også på forhold i forbindelse med sjælen. Hvis der foretages lobotomi (”det hvide snit”) i hjernen, så ændres sjælen på den måde, at personen bliver mere rolig og ligeglad. Hvis temporallapperne (tindingelapperne) ikke får tilført blod, så kan det resultere i forestillingen om at se sit liv ”passere revy”. Hvis der tilføres psykedeliske (bevidsthedsudvidende) stoffer (for eksempel LSD) til hjernen, så forandres sjælens oplevelse af verden drastisk. Hvis der slukkes for hjernen, så slukkes der også for sjælen.
Disse iagttagelser leder nogle hjerneforskere frem til den konklusion, at sjælen ikke er andet end fysiske processer i hjernen og nervesystemet. De indre tilstande vil engang vise sig at være blot forskellige typer af hjerneprocesser. Engang vil hjerneforskningen ved hjælp af avanceret forskning være i stand til identificere disse hjerneprocesser. Hvad der kaldes ”sjælen”, er hjernen i funktion, siger disse hjerneforskere.
De dualistiske filosoffer på den anden side fremhæver, at der ikke er nogen evidens for, at ”sjælen” er et produkt af hjernen. Ingen hjerneforsker har kunnet angive, hvilke præcise mekanismer der omdanner hjerneaktivitet til sjælelige tilstande. At bestemte hjernetilstande ledsager bestemte sjælstilstande er ikke evidens for, at årsagen altid går fra hjernen til sjælen. Årsagen kan også tænkes i nogle tilfælde at gå fra sjælen til hjernen, for eksempel når man træffer en beslutning.
Et argument, som de dualistiske filosoffer ofte bruger, går ud på at sammenligne hjernen med et tv-apparat. Et sådant apparat viser udsendelser med billeder og lyde. At tv-apparatet viser disse udsendelser, betyder ikke, at udsendelserne bliver produceret af tv-apparatet. De bliver produceret et andet sted – på en tv-station – og bliver via en satellit og tv-apparatets antenne sendt ind i apparatet. Man kan ganske vist påvirke billederne og lydene ved hjælp af apparatet. Man kan ændre på lysstyrken og skrue op eller ned for lyden. Men selve udsendelserne bliver ikke produceret af tv-apparatet.  
Tv-apparatet er blot en formidler af udsendelserne, selv om den kan påvirke oplevelsen af udsendelserne. På samme måde producerer hjernen ikke bevidstheden, selv om den kan påvirke aspekter af bevidstheden. Hjernen formidler bevidstheden.
Materialismen siger, at sjælen er noget materielt. Men problemet er, at sjælen har nogle egenskaber, som ingen materiel genstand har. Materialisten må derfor forklare, hvordan det kan være, at en materiel genstand har disse egenskaber.
Sjælelige tilstande har blandt andet den egenskab, at de bliver oplevet på en bestemt måde. Smerte bliver for eksempel oplevet på en bestemt måde. Men hvorfra kommer denne specielle oplevelse? Det er (endnu) ikke forklaret, hvorfor hjerneprocesserne ledsages af dette specielle oplevelsesindhold (smerten). Det, at oplevelser føles på bestemte måder (qualia), kan ikke forklares tilfredsstillende i en neurovidenskabelig analyse, siger de dualistiske filosoffer. 
En del af problemet med forholdet mellem hjernen og bevidstheden er, at hjerneaktivitet og sjælelig aktivitet ikke kan skilles ad. Man kan ikke slå den ene fra og studere den anden. De to er tæt forbundne på en kompliceret måde. Det er som problemet med ægget og kyllingen: Hvad kommer først? Er det hjernen, der styrer sjælen, eller er det sjælen, der styrer hjernen? Producerer hjernen sjælen, eller er den blot en formidler af sjælen?
Striden mellem dualismen og materialismen er ikke blevet afgjort af hjerneforskningen. Problemet om, hvordan sjæl og legeme - det psykiske og det somatiske - forholder sig til hinanden, består.

### Nærdødsforskningen
Nærdødsforskningen er en forskningsgren inden for lægevidenskab og psykologi. Den beskæftiger sig med de nærdødsoplevelser, som nogle mennesker har haft. Disse oplevelser optræder i ekstreme situationer som for eksempel i forbindelse med en operation eller en ulykke.
Et hyppigt element i en sådan oplevelse er, at personen oplever, at vedkommendes sjæl eller bevidsthed svæver ud af kroppen og ser ned på kroppen oppefra. ”Sjælen” befinder sig tilsyneladende uden for kroppen, og dermed uden for hjernen. Oplevelsen sker hyppigt under koma, dvs. når hjernen (hjernebarken) er ude af funktion. Et eksempel er en beretning af en kvinde, som oplevede følgende i forbindelse med en koma:
”Jeg fik et bevis på, at sjælen kan forlade kroppen. Jeg husker tydeligt, at jeg svævede over den læge, der ledede behandlingen af mig. Han var taget hjem efter dagens arbejde og lå i sin seng, og jeg svævede ind i hans hjem og så ham. Jeg kunne se, at han havde nervøse trækninger, og jeg vidste telepatisk, at det var mig, han lå og tænkte på. Jeg havde så ondt af ham, og jeg tænkte: 'Bare jeg kunne glatte alle de nervøse trækninger ud.' Jeg havde det jo pragtfuldt. Jeg så, at han flere gange gik op på toilettet, og jeg husker, at jeg tænkte, at han havde problemer med sin vandladning. Mens jeg var hos ham, lagde jeg mærke til hjemmets indretning og møblerne omkring ham. Da jeg senere kom til mig selv, fortalte jeg ham om mit 'besøg'. Jeg fortalte om hjemmets indretning, møblerne og hans vandladningsproblem. Han blev helt mærkelig til mode, for alt, hvad jeg sagde, var sandt.”
Hvis det kan demonstreres, at det forholder sig sådan som denne kvinde oplevede det, så har dualismen evidens for sin hypotese om, at sjælen kan eksistere uafhængigt af legemet. De materialistiske filosoffer mener imidlertid, at der her er tale om en hallucination. De mener, at ud-af-kroppen-oplevelsen skyldes en forandring i blodgennemstrømningen - og dermed iltforsyningen - til hjernen, hvilket kan give hallucinationer.
Desuden vil de pege på, at der ikke er evidens for påstanden om, at oplevelsen faktisk skete i det tidsrum, hvor hjernen var sat ud af funktion. Den kan være sket umiddelbart efter at kvinden var vågnet af komaen. Endelig vil de påpege, at der selv under en koma er en minimal hjerneaktivitet. Beretningen udgør således kun en anekdotisk evidens for dualismens hypotese, dvs. en evidens der udelukkende bygger på en personlig historie.